# Vol Merpati Nusantara Airlines 106
Le vol Merpati Nusantara Airlines 106 était un vol qui s'est écrasé le 19 avril 1997. Il reliait l'aéroport international Soekarno-Hatta à Jakarta à l'aéroport H.A.S. Hanandjoeddin à Tanjung Pandan. Cet accident a coûté la vie à 11 des 48 passagers et à 4 membres d'équipage sur 5. L'avion s'est écrasé à l'atterrissage après l'échec d'une remise des gaz alors que l'avion essuyait de mauvaises conditions climatiques. C'était la première perte complète d'un British Aerospace ATP.